# Уилт Чембърлейн
Вижте пояснителната страница за други личности с името Чембърлейн.
Уилтън Норман „Уилт“ Чембърлейн (на английски: Wilton Norman „Wilt“ Chamberlain) (21 август 1936 – 12 октомври 1999), с прякори „Уилт Стоманената пръчка“ (на английски: Wilt the Stilt) и „Голямата мечка“ (на английски: The Big Dipper), е американски баскетболист, играл в НБА за отборите на Голдън Стейт Уориърс, Филаделфия 76 и Лос Анджелис Лейкърс, както и в Харлем Глоубтротърс. Висок 216 см, Чембърлейн е играл на позицията център и е сред най-доминиращите баскетболисти в историята на играта, станал причина за няколко изменения в правилата на баскетбола.
Чембърлейн държи най-много индивидуални рекорди в НБА, повечето от които са в категориите по отбелязани точки, овладени борби, изиграни минути и др. Той е поставил и може би най-харизматичният рекорд в историята на лигата – 100 точки в един мач (на 2 март 1962 г. за победата на Филаделфия 76 над Ню Йорк Никс със 169:147). Чембърлейн също така държи рекорда за най-висока средна резултатност в един сезон в НБА (над 50 точки средно на мач през сезона 1962 – 62!).
По време на кариерата си в НБА Чембърлейн често остава в сянката на звездата на Бостън Селтикс Бил Ръсъл. Въпреки това той успява да спечели 2 шампионски титли (1967 и 1972) от общо 6 финала, 4 пъти е избран за „Най-полезен играч на редовния сезон“ (МVР) и веднъж във финалите, 10 пъти попада в първия или втория отбор на лигата, има 13 участия в Мача на звездите, 7 пъти е най-резултатен през редовния сезон, 11 пъти е първи по овладени топки под кошовете, и дори през един сезон е № 1 по асистенции в лигата! В края на кариерата си в НБА той има 31 419 точки. Това постижение остава ненадминато дълги години, преди да бъде подобрено от Карим Абдул-Джабар. През 1978 г. е избран в Залата на славата на баскетбола, а през 1996 г. сред 50-те най-велики играчи в историята на НБА.
Извън баскетболното игрище Чембърлейн е успешен бизнесмен, автор е на няколко книги, появява се във филма „Конан Разрушителят“ (1984), където партнира на Арнолд Шварценегер.

## Участия в киното
| година | филм               | оригинално заглавие | роля     | режисьор       |
| ------ | ------------------ | ------------------- | -------- | -------------- |
| 1984   | Конан Разрушителят | Conan the Destroyer | Бомбаата | Ричард Флейшър |